# Памела Рід
Памела Рід (англ. Pamela Reed, нар. 2 квітня 1949, Такома) — американська акторка.

## Життя і кар'єра
Народилася і виросла в Такома, штат Вашингтон. Закінчила Університет Вашингтону зі ступенем бакалавра мистецтв. 
У 1979 році виграла премії «Драма Деск» і Obie за роль у п'єсі Getting Out, після чого почала кар'єру на екрані. Її дебютом на великому екрані стала роль у фільмі 1980 року «Дальні їздці», після чого вона зіграла в картинах «Мелвін і Говард», «Молодість, лікарня, любов», «Справжні чоловіки», «Кращі часи», «Клан печерного ведмедя» і «Чаттахучи».
Найбільш успішні ролі Рід виконала в комедійних фільмах «Дитсадковий поліцейський» з Арнольдом Шварценеггером і «Людина в каділлаку» з Робіном Вільямсом. З тих пір Рід в основному була помітна на телебаченні, за винятком ролей другого плану у фільмах «Джуніор», «Бін» і «Доказ життя». На телебаченні вона в першу чергу відома за роллю в серіалі «Єрихон», у якому знімалася з 2006 по 2008 рік.

## Особисте життя
1988 року одружилася з режисером документального кіно Сенді Смоланом. З 2004 року проживає в парку Генкок, Лос-Анджелес, штат Каліфорнія, з чоловіком та двома дітьми Рідом і Лілі.

## Вибрана фільмографія
- 1980 — Дальні їздці
- 1981 — Очевидець — Лінда Мерсер
- 1982 — Молодість, лікарня, любов
- 1983 — Справжні чоловіки
- 1986 — Кращі часи / The Best of Times
- 1986 — Клан печерного ведмедя
- 1990 — Дитсадковий поліцейський — детективка Фібі О'Гара
- 1990 — Чоловік-кадилак
- 1992 — Боб Робертс
- 1994 — Джуніор
- 1998 — Чому дурні закохуються
- 2000 — Доказ життя
- 2016 — Схід сонця у саванні